# Michael Sauer (Leichtathlet)
Michael Sauer (* 27. August 1941 in Recklinghausen) ist ein ehemaliger deutscher Dreispringer und Journalist.

## Werdegang
Michael Sauer wuchs im osthessischen Fulda auf. Als 17-jähriger Fußballer beim FV 1910 Horas und der Fuldaer Turnerschaft von 1848 stellte er mit einer Weite von 13,63 m im Dreisprung unerwartet einen hessischen Jugendrekord auf und fand so zu dieser Leichtathletikdisziplin. Als Soldat startete er für den TSV 1860 München, für den er 1963 seinen ersten Titel bei den Hallenmeisterschaften mit einer Weite von 15,34 m gewann. Mit Beginn des Studiums wechselte Sauer zum USC Mainz, in dessen Trikot er zwischen 1963 und 1978 weitere 18 Meistertitel (Freiluft und Halle) gewann. Bei den Hallenmeisterschaften 1968 siegte er auch im Weitsprung mit 7,70 m. Seine Freiluftbestweite steht bei 16,65 m aufgestellt im Jahr 1967. In der Halle stellte er neben einer Reihe von nationalen und Europarekorden zwei Weltrekorde auf, nämlich 1965 mit 16,35 m und 1968 mit 16,77 m.
Sauer wurde 1967 Universiadesieger und nahm an den Olympischen Spielen 1968 in Mexiko-Stadt teil, wo er mit einer Weite von 16,02 m das Dreisprung-Finale knapp verpasste. 54-mal wurde er bei Leichtathletikländerkämpfen eingesetzt. Vor allem bei Hallenwettkämpfen erreichte er gute Platzierungen: Bei den Europameisterschaften 1966 wurde er Zweiter mit 16,35 m, bei den Europameisterschaften 1968 wurde er Fünfter mit 16,37 m, bei den Europameisterschaften 1968 wurde er Siebter mit 15,86 m, bei den Europameisterschaften 1969 wurde er Vierter mit 15,89 m, bei den Europameisterschaften 1970 wurde er Vierter mit 16,39 m, bei den Europameisterschaften 1971 wurde er Achter mit 15,94 m und bei den Europameisterschaften 1972 Sechster mit 16,27 m. 1974 wurde er vom Deutschen Leichtathletik-Verband mit dem Rudolf-Harbig-Gedächtnispreis ausgezeichnet.
Nach seinen letzten Deutschen Hallenmeisterschaften 1979 bezeichneten die Zeitungen den 37-Jährigen als „Methusalem unter den Hüpfern“. Später kamen noch diverse Meistertitel bei den Senioren auf nationaler und internationaler Ebene hinzu. Sauer war von 1993 bis 1997 Präsident des Universitätssportclubs Mainz, erhielt 2009 die Ehrenmitgliedschaft und ist seit November 2012 Vorsitzender des Fördervereins für den USC Mainz.
Seine berufliche Karriere führte ihn nach verschiedenen Praktika bei Zeitungen zum Südwestfunk und 1971 zum ZDF. Dort begann er als Persönlicher Referent des ZDF-Intendanten Karl Holzamer und leitete später von 1975 bis 1984 ein wöchentliches Sportmagazin für Kinder namens Pfiff. Anfang 1985 wurde er Leiter der Volontärausbildung beim ZDF und war von Mitte 1985 bis zu seinem Ruhestand 2001 Sendeleiter des ZDF. 2004 diente der Ruheständler und Oberst der Reserve noch im Rahmen einer achtmonatigen Wehrübung als Pressestabsoffizier bei SFOR in Sarajevo. Er war von 1996 bis Oktober 2011 Vizepräsident des Verbandes der Reservisten der Deutschen Bundeswehr und Herausgeber der sicherheitspolitischen Monatszeitschrift Loyal. Von November 2011 bis März 2016 war er Vorsitzender der Landesgruppe Rheinland-Pfalz des Reservistenverbandes. Sauer ist Ehrenmitglied des Präsidiums des und Ehrenvorsitzender der Landesgruppe RLP des Reservistenverbandes. Von 2008 bis 2014 nahm er einen sportgeschichtlichen Lehrauftrag an der Universität Mainz wahr. Sauer ist Autor zahlreicher Fitnessbücher.
1997 wurde ihm das Bundesverdienstkreuz am Bande verliehen; 2016 das Ehrenkreuz der Bundeswehr in Gold.

## Buchveröffentlichungen
- mit Barbara Klein: Ratgeber Starker Rücken. Individuelle Trainingsprogramme rund um den gesunden Rücken. Naumann & Göbel, Köln 2006, ISBN 3-625-11294-9
- Das große Buch der Massage. Die besten Techniken zum Entspannen und Wohlfühlen. Naumann & Göbel, Köln, ISBN 3-625-10626-4
- mit Jutta Schuhn: bodyfeeling. Toll in Form. Naumann Göbel, Köln, ISBN 3-625-10808-9
- Bodyfeeling. Ideales Körpertraining für Bewegungsspass und Fitness. Falken, Niedernhausen/Ts. 1996, ISBN 3-8068-1766-9
- mit Jutta Schuhn: Fit forever. Körpergerechte Trainingsprogramme für Spaß und Wohlbefinden. Falken, Niedernhausen/Ts. 1995, ISBN 3-8068-1602-6
- JOYrobic. mvg, München und Landsberg am Lech 1993, ISBN 3-478-71040-5
- Das neue Fitnessbuch. Schön und gesund durchs ganze Jahr. Naumann und Göbel, Köln 1991, ISBN 3-625-10802-X
- mit Norbert Müller (Hrsg.) Das waren noch Zeiten. Zeitzeugen des Sports aus dem Südwesten erzählen. Schors-Verlag 2017, ISBN 978-3-88500-426-4
- mit Norbert Müller (Hrsg.) Weißt Du noch - damals? Zeitzeugen des Sports berichten. Schors-Verlag 2019, ISBN 978-3-88500-429-5